# Churchill, Oxfordshire
Churchill är en ort och civil parish i grevskapet Oxfordshire i England. Orten ligger i området Cotswolds, cirka 5 km sydväst om Chipping Norton.
Orten Churchill hade 429 invånare vid folkräkningen 2011, medan parishen hade 665 invånare.